# ベゴンテ

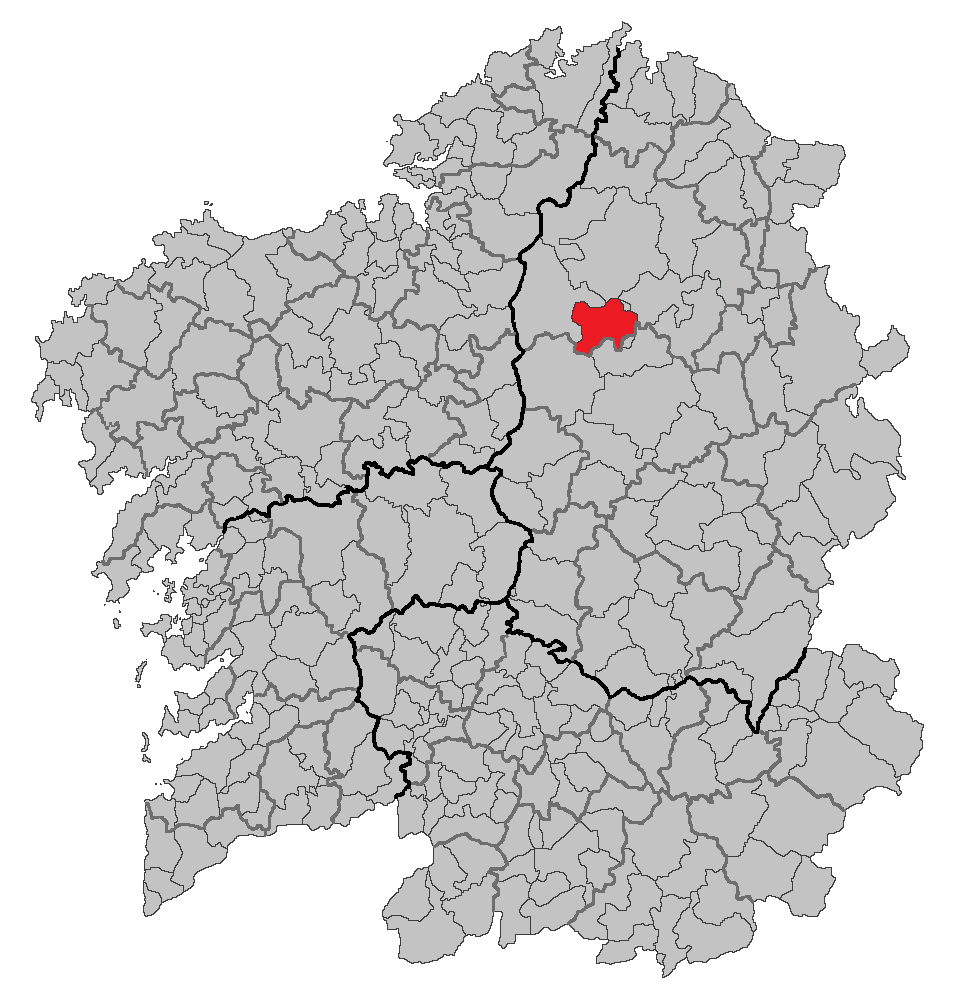

ベゴンテ（Begonte）は、スペイン、ガリシア州、ルーゴ県の自治体、コマルカ・ダ・テーラ・チャに属す。ガリシア統計局によれば、2012年の人口は3,322人（2009年：3,475人、2006年:3,587人、2005年:3,616人、2004年:3,682人、2003年:3,684人）。住民呼称はbegontino/-a。自治体の守護聖人はサン･ペドロ。
ガリシア語話者の自治体住民に占める割合は98.86%（2001年）。

## 地理
ベゴンテはルーゴ県の中部に位置し、コマルカ・ダ・テーラ・チャに属する。北から西にかけてがギティリス、北がビラルバとコスペイト、東がラバデと、東から南にかけてがオウテイロ・デ・レイと、南がフリオルの各自治体と隣接、自治体の中心地区はベゴンテ教区のベゴンテ地区。
県都ルーゴからは19kmの距離にある。
ベゴンテはビラルバ司法管轄区に属す。

### 人口
住民は19の教区の103の（集落）に居住する。
| ベゴンテの人口推移 1900－2010                           |
|                                                         |
| 出典:INE（スペイン国立統計局）1900年 - 1991年、1996年 - |

## 政治
自治体首長はガリシア国民党（PPdeG）のホセ・ウジャ・ロチャ（José Ulla Rocha）、自治体評議員はガリシア国民党：8、ガリシア社会党（PSdeG-PSOE）：2、IBT：1となっている（2011年5月22日の自治体選挙結果、得票順）。
| 1999年6月13日自治体選挙 |        |        |          |
| 政党                    | 得票数 | 得票率 | 獲得議席 |
| PPdeG                   | 2,067  | 72.73% | 9        |
| PSdeG-PSOE              | 290    | 10.20% | 1        |
| BNG                     | 271    | 9.54%  | 1        |
| DG                      | 188    | 6.62%  | 0        |

| 2003年5月25日自治体選挙 |        |        |          |
| 政党                    | 得票数 | 得票率 | 獲得議席 |
| PPdeG                   | 1,864  | 68.05% | 8        |
| PSdeG-PSOE              | 432    | 15.77% | 2        |
| BNG                     | 420    | 15.33% | 1        |

| 2007年5月27日自治体選挙 |        |        |          |
| 政党                    | 得票数 | 得票率 | 獲得議席 |
| PPdeG                   | 1,261  | 45.95% | 5        |
| IBT                     | 521    | 18.99% | 2        |
| PSdeG-PSOE              | 507    | 18.48% | 2        |
| BNG                     | 431    | 15.71% | 2        |

| 2011年5月22日自治体選挙 |        |        |          |
| 政党                    | 得票数 | 得票率 | 獲得議席 |
| PPdeG                   | 1,521  | 58.64% | 8        |
| PSdeG-PSOE              | 562    | 21.67% | 2        |
| IBT                     | 312    | 12.03% | 1        |
| BNG                     | 162    | 6.25%  | 0        |

## 教区
ベゴンテは19の教区に分けられる。太字は自治体中心地区のある教区。
- バーモンデ（サンティアーゴ）
- バルドマール（サン・ショアン）
- ベゴンテ（サン・ペドロ）
- ボベダ（サンタージャ）
- カラル（サン・マルティーニョ）
- オ・カストロ（サンタ・マリーア）
- ダミル（サン・サルバドール）
- ドナルバイ（サン・クリストーボ）
- フェルミル（サンティアーゴ）
- ガイボル（サン・シアーオ）
- イジャン（サンティアーゴ）
- サーベドラ（サンタ・マリーア）
- サン・フィス・デ・セルデイラス（サン・フィス）
- サン・マルティーニョ・デ・パシオス（サン・マルティーニョ）
- サン・ビセンテ・デ・ペナ（サン・ビセンテ）
- サンタージャ・デ・ペナ（サンタージャ）
- トローボ（サンタ・マリーア）
- ウリス（サント・エステーボ）
- ビリス（サンタ・エレーナ）

## 出身著名人
- ホセ・ラモン・ロディル・イ・カンピージョ（José Ramón Rodil y Campillo、1789 - 1853） - 軍人、政治家。